# Келли, Хью
Хью Келли (англ. Hugh Kelly; 1739 — 3 февраля 1777) — ирландский писатель, поэт и драматург.
Родился в Керри в семье дублинского трактирщика. В 1760 году перебрался в Лондон. В 1767 году напечатал свой первый роман «Мемуары одной Магдалины» (англ. «Memoirs of a Magdalen, or the History of Louisa Mildmay»), переведённый на французский язык и имевший большой успех. Его первая комедия «False Delicacy» была поставлена в Друри-Лейн в 1768 году Дэвидом Гарриком. Пьесы Келли часто вызывали конфликты в обществе и скандалы в театрах при постановке.
В 1774 году судебным решением на него было наложено обязательство оставить занятия литературой. Келли в 1774 году получил лицензию адвоката, но выбор новой профессии оказался неудачным. Хью Келли умер в нищете.